# Шефлер, Бела Михайлович

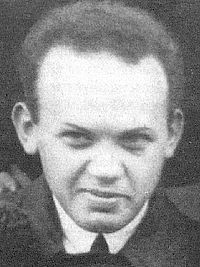

Бела Шефлер, встречается также написание Бела Шеффлер (нем. Bela Scheffler, 1902 год, Минск —  20 ноября 1942 года, Коммунарка,  Московская обл.) — немецкий и советский архитектор-авангардист 30-х года XX века.
По другим данным Шайбер Абрам Карлович, род. 1903, г. Хмельники, Польша.
Выпускник знаменитой немецкой архитектурной школы Баухаус (1925-1929). Член Компартии Германии.
В феврале 1931 года вместе с бывшим директором этой школы Х. Мейером переехал в СССР. Принял гражданство СССР, вступил в ВКП(б). Работал в Гипровтузе.

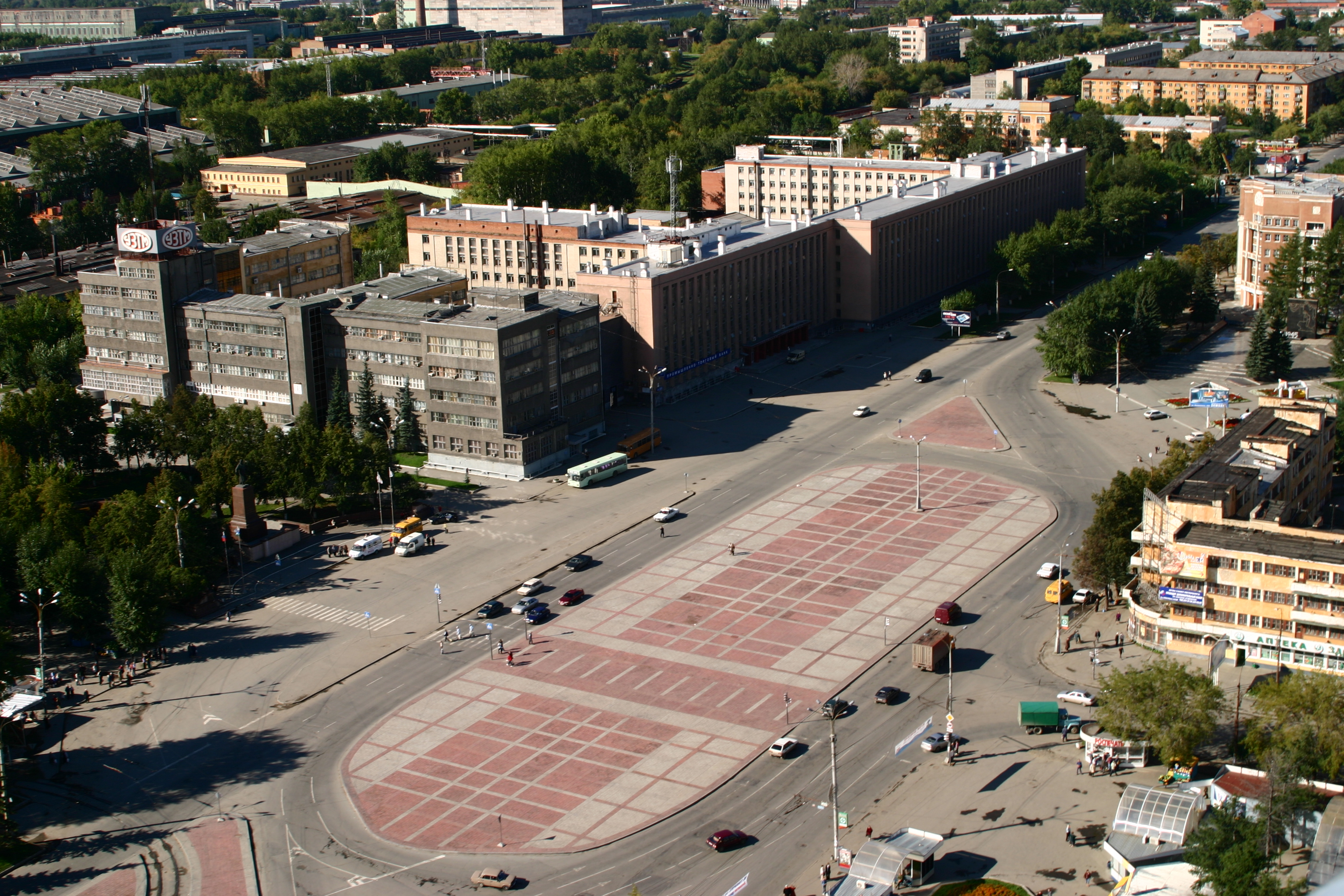
Главное здание УЗТМ и НИИ «Тяжмаш». Одним из авторов проекта был Бела Шефлер

В 1932 году был направлен в Свердловск на строительство Уралмашзавода. В 1930-е годы работал архитектором Управления капитального строительства Уралмашзавода, участвовал в проектировании многих зданий в соцгородке Уралмашзавода, включая заводской клуб (изначально фабрика-кухня и торговый корпус), гостиницу «Мадрид».
Первый раз арестован 12 февраля 1938 года по обвинению в шпионаже в пользу Германии. Освобождён в мае 1939 г.
Повторно арестован 25.10.1941, приговорён к расстрелу 3.10.1942 по обвинению в шпионаже. Расстрелян 20.11.1942. После репрессий имя было предано забвению. Реабилитирован Указом Президиума Верховного Совета СССР от 16 января 1989 года, по другим сведениям — решением Свердловской прокуратуры 7 апреля 1989 года.
Перед арестом проживал в двухэтажном бараке  по адресу: Свердловск, ул. Калинина, д. 5, кв. 6. Жена — Евгения Черницкая. Двое детей (судьба неизвестна).